# Václav Sůva
Václav Sůva (* 9. prosince 1949) je bývalý český bobista. Závodil ve dvojbobu s pilotem Jiřím Paulátem.

## Sportovní kariéra
Startoval na ZOH 1976, kde v soutěži dvojbobů skončil na 17. místě.